# أديب نحوي
أديب بن محمود نحوي (1926 - 1998) قاص وروائي سوري ولد عام 1926 في حي باب المقام في مدينة حلب.

## دراسته ونشأته
تخرج من مدرسة التجارة الإعدادبة ثم عمل في مقهى الكميني الذي كان يملكه والده في سوق الحبال، ثم عمل كموظف في فرع البنك العربي بحلب عام 1945. وخلال هذه الفترة حصل على شهادتي الإعدادية العامة والثانوية العامة بالدراسة الحرة، ثم على إجازة الحقوق من الجامعة السورية عام 1951. 
عمل محاميًا منذ تخرجه وحتى عام 1970. عين  وزيرًا للعدل حتى عام 1980، ثم مستشارا قانونيا لوزارة الدفاع حتى وفاته.

## النشاط السياسي
انتسب أديب نحوي في مطلع الخمسينيات إلى حزب البعث العربي الاشتراكي، وخلال سنوات الوحدة بين سورية ومصر (1958 - 1961) كان عضوًا في مجلس الأمة للجمهورية العربية المتحدة في القاهرة وعضوًا في الاتحاد القومي. 
وحين حدث الانفصال، انتسب نحوي إلى حركة الوحدويين الاشتراكيين، وبقى عضوًا فيها حتى عام 1964، ثم عضوًا في حزب الاتحاد الاشتراكي العربي حتى نهاية الستينيات. 

## الأسرة
تزوج أديب نحوي عام 1964 من رئيفة تادفي رفيقته في صفوف حزب البعث العربي الاشتراكي. أنجبا خمسة أبناء هم: محمود سامر، وعبد الناصر، ومحمد زاهر، ورهف، وشغف.

## وفاته
توفي في 20 يوليو (تموز) 1998 م - الموافق 26 ربيع الأول 1419هـ بعد سنوات من إصابته بمرض السكري.